# Com ensinistrar un drac: El retorn
Com ensinistrar un drac: El retorn (títol original en anglès, How to Train Your Dragon: Homecoming) és un curtmetratge animat per ordinador del 2019 de DreamWorks i dirigit per Tim Johnson. L'especial de vacances té lloc abans de l'epíleg de la tercera pel·lícula de la franquícia, i es va publicar en DVD i es va emetre a NBC el 3 de desembre de 2019. S'ha doblat al català pel canal SX3.

## Repartiment original
- Jay Baruchel com a Singlot
- America Ferrera com Astrid
- Craig Ferguson com a Gobber the Belch
- Gerard Butler com a Estoic el Vast
- Christopher Mintz-Plasse com a Cuadepeix